# 鉗子

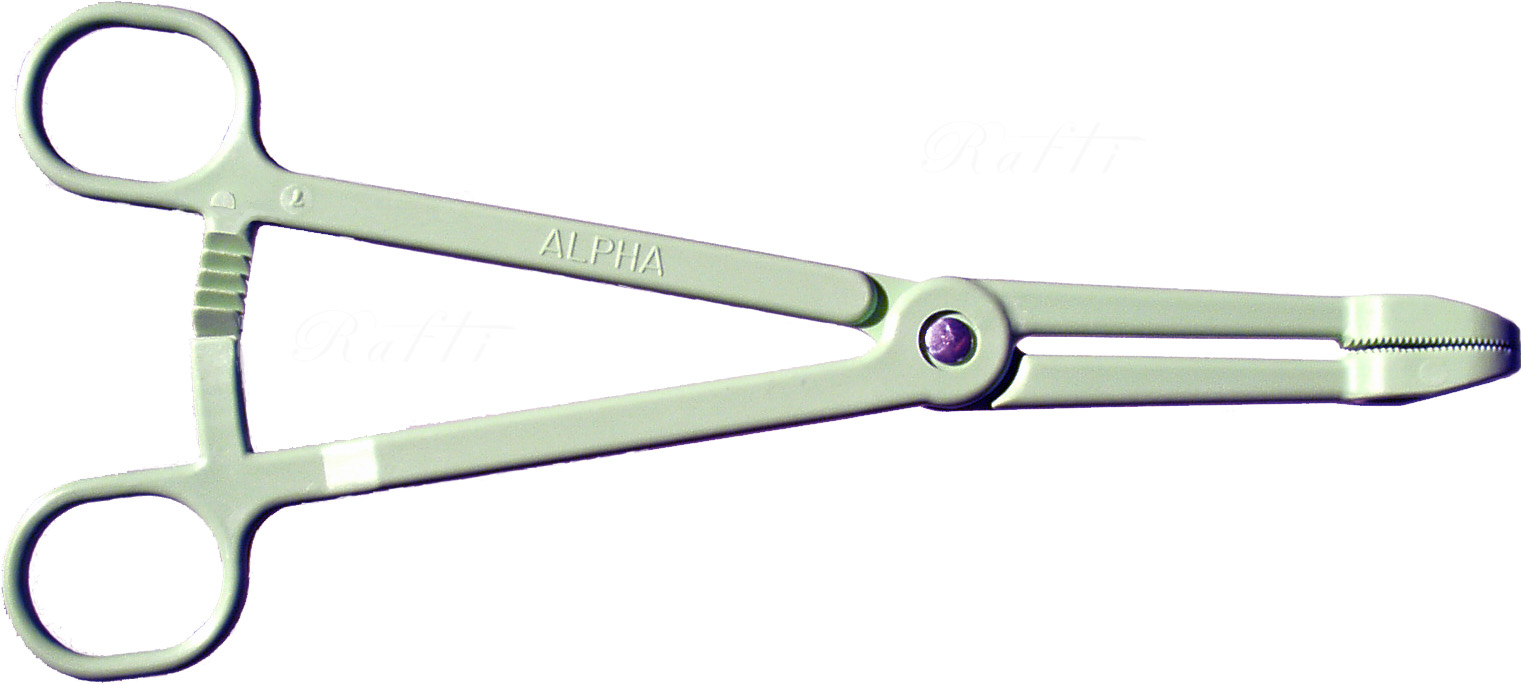
使い捨て用プラスチック製の鉗子

アドソン鑷子

鉗子（かんし）、フォーセップ（英: forceps）あるいはシザープライヤ (Scissor Plier) は、物を掴んだり牽引したりするのに使用される器具。一般的には鋏（）型をしており、主に手術用の医療器具として、物を掴み、抑え、牽引する事に使われる。手術の必需品の1つである。

## 名称
正式には鋏（）と同様、2つの金属、またはプラスチックで構成されているので、一丁の鉗子は、フォーセップス (forceps)、プライヤ (plier) が正しく、そう呼ばれることもある。

## 種類
- 有鉤鉗子…コウとはカギ状の爪のこと。把握面に鉤がついている鉗子。硬い組織(皮膚や筋層など)を掴むときに使用する。
- 無鉤鉗子…鉤が無い鉗子。軟らかい組織(粘膜、血管、リンパ節など)を掴んだり剥離に使用する。

ケリー鉗子 (Kelly)血管をつかんだり止血したりするための鉗子で、先端がややわん曲している。わん曲の強い「強彎」と、弱い「弱彎」に分けられるほか、長さによっても「大人用」と「小児用」に分類される（成人の手術でも小児用ケリーは頻繁に使用される）。
コッヘル鉗子 (Kocher)組織の止血や組織把持、縫合糸の把持などに用いる鉗子で、通常先端に鉤のあるものを指す。
ブルドッグ鉗子血管を挟んで一時的に血流を止めておくための鉗子。
ペアン鉗子 (Pean)コッヘル鉗子に類似するが、通常先端に鉤のないものを指す。
モスキート鉗子 (Mosquito)長さ12センチメートル程度の短い鉗子。
アリス鉗子（粘膜鉗子、Alice）粘膜を把持するための鉗子。
マギール鉗子口腔内の異物を除去する鉗子。
産科鉗子（キーラン鉗子）胎児娩出を補助する鉗子。
遮断鉗子クランプ（遮断）専用の鉗子。
腸鉗子腸をつかむための鉗子。
腎臓鉗子腎臓をつかむ鉗子。
耳垢鉗子耳垢をつかむ鉗子。主に小比木、ハルトマン、小沢の3氏がそれぞれ手がけた耳垢鉗子が知られている。
去勢鉗子去勢を行うために用いる、主に獣医師用だが人間に使用する場合もある。
ミクリッツ腹膜鉗子腹膜把持専用の鉗子。